# Konstantin Schneider
Konstantin Schneider (* 17. Februar 1975 in Frunse, Kirgisische SSR, Sowjetunion, heute Bischkek, Kirgisistan) ist ein deutscher Ringer im griechisch-römischen Stil.

## Werdegang
Konstantin Schneider wuchs in der damaligen Sowjetunion auf und kam dort als Jugendlicher zum Ringen. Nach seiner Umsiedlung in die Bundesrepublik Deutschland schloss er sich dem KSV St. Ingbert an, wo er von seinem Vater Dr. Heinrich Schneider trainiert wurde. Im Jahre 1992 wurde er deutscher Jugendmeister in der Gewichtsklasse bis 63 kg Körpergewicht im griechisch-römischen Stil. Auf diesen Stil konzentrierte er sich in seiner ganzen Ringerlaufbahn. Deutscher Jugendmeister wurde er auch im Jahre 1993, allerdings in der Gewichtsklasse bis 68 kg Körpergewicht. 1995 wurde er deutscher Juniorenmeister im Weltergewicht und bereits 1996 erstmals deutscher Meister bei den Senioren im Weltergewicht vor Murat Cebi vom KSV Aalen und Mario Lauer vom KSV Haslach i.K. Vom KSV St.Ingbert wechselte er zum VfK Schifferstadt und einige Jahre später zum KSV Köllerbach. Nach seinem Vater folgten als Trainer Markus Scherer, Frank Hartmann und in der Nationalmannschaft Günter Reichelt und Maik Bullmann. Konstantin Schneider übt den Beruf eines Croupiers aus.
1993 nahm Konstantin Schneider erstmals an einer internationalen Meisterschaft teil. Er verlor allerdings bei der Junioren-Europameisterschaft im österreichischen Götzis im Leichtgewicht seinen ersten Kampf gegen den Bulgaren Milew und blieb unplatziert. Zwei Jahre später, 1995, gelang ihm bei der Junioren-Weltmeisterschaft in Teheran dann sein erster großer internationaler Erfolg. Er wurde dort im Weltergewicht hinter Tamás Berzicza aus Ungarn und vor Nazmi Avluca aus der Türkei Junioren-Vize-Weltmeister.
Trotz seines deutschen Meistertitels von 1996 kam er in den nächsten Jahren zu keinen Einsätzen bei den internationalen Meisterschaft. Das lag daran, dass er sich in den folgenden Jahren zunächst keinen weiteren deutschen Meistertitel mehr gewann. Er platzierte sich entweder immer hinter Erik Hahn vom RSV Frankfurt (Oder) oder konnte, wie 2000 und 2001 nicht an den deutschen Meisterschaften teilnehmen. Eine Ausnahme bildete das Jahr 1999, wo er bei der Weltmeisterschaft in Athen eingesetzt wurde. Im Weltergewicht kam er dort zu einem Sieg über Nazim Achmedow aus Aserbaidschan, verlor aber seinen zweiten Kampf gegen Marko Yli-Hannuksela aus Finnland und blieb deshalb, dem damaligen etwas eigenartigen Reglement entsprechend, unplatziert. Außerdem war er im Jahre 2000 bei einem Olympia-Qualifikations-Turnier in Faenza am Start, wo er allerdings nur den 20. Platz belegte. Bei den anderen Olympia-Qualifikations-Turnieren startete im Weltergewicht Erik Hahn. Es gelang den deutschen Weltergewichtlern allerdings nicht, einen Startplatz bei den Olympischen Spielen in Sydney zu erkämpfen.
Im Jahre 2002 erkämpfte sich Konstantin Schneider endlich wieder einen deutschen Meistertitel im Weltergewicht vor Adam Juretzko vom VfK Schifferstadt, der in den nächsten Jahren der Hauptkonkurrenten um die Führungsposition in Deutschland im Weltergewicht war. Ab 2002 begann dann eigentlich erst so richtig die internationale Ringerkarriere von Konstantin Schneider. Er wurde in diesem Jahr bei der Weltmeisterschaft in Moskau eingesetzt und kam kort nach Siegen über Xueming Dei, China und Park Jin-sung, Südkorea und einer Niederlage gegen Wolodymyr Schazkych, Ukraine auf den 7. Platz. Bei einem Start einer West-Europa-Auswahl gegen Kuba in St. Ingbert siegte er im Jahre 2002 über Filiberto Ascuy Aguilera.
Den 7. Platz erkämpfte er sich auch bei der Europameisterschaft 2003 in Belgrad. Er siegte dort über Reto Bucher aus der Schweiz und Vugar Aslanow aus Aserbaidschan und verlor gegen Aljaksandr Kikinjou aus Belarus. Bei der Weltmeisterschaft des gleichen Jahres in Créteil erzielte er dann den größten Erfolg in seiner Ringerlaufbahn. Er siegte dort im Weltergewicht über Mark Overgaard Madsen aus Dänemark, T. C. Dantzler aus den Vereinigten Staaten, Yakow Menscherow aus Israel und Kim Jin-soo aus Südkorea. Im Kampf um den Weltmeistertitel unterlag er allerdings gegen Alexei Gluschkow und wurde damit Vize-Weltmeister.
Im Jahre 2004 konnte Konstantin Schneider durch seine Platzierung bei der Weltmeisterschaft 2003 bei den Olympischen Spielen in Athen starten. Er zeigte in Athen auch hervorragende Kämpfe und besiegte die Weltklasse-Athleten Mohammad Babulfath aus Schweden und Wolodymyr Schazkych, unterlag allerdings in seinem dritten Kampf gegen Warteres Samurgaschew aus Russland, dem späteren Olympiasieger. Er belegte damit den 7. Platz.
2005 gewann Konstantin Schneider bei der Weltmeisterschaft in Budapest eine Bronzemedaille. Er siegte dabei über Danijar Kobonow aus Kirgisistan, Mowses Karapetjan aus Armenien und Aleksandr Doxturishvili aus Usbekistan, verlor gegen Warteres Samurgaschew und siegte im entscheidenden Kampf um die Bronzemedaille über Mohammad Babulfath. Den 5. Platz erkämpfte er sich bei der Weltmeisterschaft 2006 in Guangzhou. Dort gelangen ihm Siege über Zdorikow aus Usbekistan, Alexei Michailowitsch aus Belarus und Davood Abedinzadeh Chadorchi aus dem Iran. Gegen Wolodymyr Schazkych und Mark Overgaard Madsen verlor er bei dieser Meisterschaft allerdings.
Auch in den folgenden Jahren startete Konstantin Schneider in jedem Jahr bei mindestens einer internationalen Meisterschaft und konnte sich dabei bis auf 2010 immer unter den zehn Ersten platzieren. 2007 belegte er bei der Weltmeisterschaft in Baku im Weltergewicht den 8. Platz und besiegte dort u. a. Manuchar Kwirkwelia aus Georgien, den 2008 Olympiasieger werden sollte. 2008 kam er bei Europameisterschaft in Tampere auf den 9. Platz und belegte bei den Olympischen Spielen 2008 in Peking wieder einen 9. Platz nach einem Sieg über Messaoud Zeghdane, Algerien und Niederlagen gegen Manuchar Kwirkwelia und Christophe Guénot aus Frankreich. 2009 gelang Konstantin Schneider bei der Weltmeisterschaft in Herning/Dänemark mit dem 5. Platz eine sehr gute Platzierung. Er schlug dort Jung Tae-kyun aus Südkorea, Joachim Aardalen aus Norwegen und Ewgeni Popow aus Russland. Auch bei der Weltmeisterschaft 2010, bei der inzwischen 35-jährig noch einmal teilnahm, besiegte er Hassan Shahsavan aus Australien und unterlag dem Russen Emil Scharafetdinow, womit er den 15. Platz belegte.

## Internationale Erfolge
| Jahr | Platz | Wettbewerb                               | Gewichtskl. | Ergebnis |
| 1993 | unpl. | Junioren-EM in Götzis                    | Leicht      | nach einer Niederlage gegen Milew, Bulgarien |
| 1994 | 1.    | Intern. Turnier in Larisa                | Welter      | mit Siegen über Tollipidis und Tousinidis, Griechenland, Tontschew, Bulgarien, und Calixte, Frankreich                                                                                  |
| 1995 | 1.    | Intern. Turnier in Linz                  | Welter      | vor Janos Takacs, Ungarn, und Anton Marchl, Österreich |
| 1995 | 6.    | Welt-Cup                                 | Welter      | hinter Filiberto Ascuy Aguilera, Kuba, Matt Lindland, USA, Andrei Sajenko, Russland, Rouslan Jumabekov, Kasachstan, und Erik Hahn, Deutschland                                          |
| 1995 | 2.    | Junioren-WM (Espoirs) in Teheran         | Welter      | hinter Tamás Berzicza, Ungarn, vor Nazmi Avluca, Türkei |
| 1998 | 2.    | Testturnier der FILA in Faenza           | Welter      | hinter Filiberto Ascuy Aguilera und vor Attila Bátky, Slowakei |
| 1999 | 22.   | WM in Athen                              | Welter      | nach einem Sieg über Nazim Achmedow, Aserbaidschan, und einer Niederlage gegen Marko Yli-Hannuksela, Finnland                                                                           |
| 2000 | 20.   | Olympia-Qualifikations-Turnier in Faenza | Welter      | Sieger: Wjatscheslaw Makarenko, Belarus, vor Chwitscha Bichinaschwili, Georgien |
| 2002 | 6.    | EM in Seinäjoki                          | Welter      | mit Siegen über Daniel Schnyder, Schweiz und Georgias Panagiotou, Griechenland, und einer Niederlage gegen Warteres Samurgaschew, Russland                                              |
| 2002 | 1.    | Großer Preis von Deutschland in Dortmund | Welter      | vor Filiberto Ascuy Aguilera und Juha Lappalainen, Finnland |
| 2002 | 7.    | WM in Moskau                             | Welter      | mit Siegen über Xueming Dai, Volksrepublik China, und Jin-Sung Park, Südkorea und einer Niederlage gegen Wolodymyr Schazkych, Ukraine                                                   |
| 2003 | 7.    | EM In Belgrad                            | Welter      | mit Siegen über Reto Bucher, Schweiz, und Vüqar Aslanov, Aserbaidschan, und einer Niederlage gegen Aljaksandr Kikinjou, Belarus                                                         |
| 2003 | 2.    | Großer Preis von Deutschland in Dortmund | Welter      | hinter Rustam Adschi, Ukraine, vor Igor Balau, Frankreich, und Daryl Christian, USA |
| 2003 | 2.    | WM in Créteil                            | Welter      | mit Siegen über T. C. Dantzler, USA, Mark Overgaard Madsen, Dänemark, Yakov Manasherov, Israel, und Jin-Soo Kim, Südkorea, und einer Niederlage gegen Alexei Gluschkow, Russland        |
| 2004 | 5.    | Großer Preis von Deutschland in Dortmund | Mittel      | hinter Alexei Mischin, Russland, Marko Yli-Hannuksela und Shingo Matsumoto, Japan |
| 2004 | 7.    | OS in Athen                              | Welter      | mit Siegen über Mohammad Babulfath, Schweden und Wolodymyr Schazkych und einer Niederlage gegen Warteres Samurgaschew                                                                   |
| 2005 | 2.    | Iwan-Poddubny-Memorial in Twer/Russland  | Welter      | nach Siegen über Primak, Belarus, Stepan Krikuratsch, Russland, Kim-Jussi Nurmela, Finnland, und Schachow, Russland, und einer Niederlage gegen Aljaksandr Kikinjou, Belarus            |
| 2005 | 3.    | Großer Preis von Deutschland in Dortmund | Welter      | hinter Adam Juretzko, Deutschland, und Andras Horvath, Ungarn |
| 2005 | 3.    | WM in Budapest                           | Welter      | mit Siegen über Danijar Kobonow, Kirgisistan, Mowses Karapetjan, Armenien, Aleksandr Doxturishvili, Usbekistan, und Mohammad Babulfath und einer Niederlage gegen Warteres Samurgaschew |
| 2006 | 2.    | Großer Preis von Spanien in Madrid       | Welter      | hinter Mark Overgaard Madsen, Dänemark, vor Stepan Krikuratsch und Alain Hassli, Frankreich                                                                                             |
| 2006 | 5.    | WM in Guangzhou                          | Welter      | mit Siegen über Denis Zdorikow, Usbekistan, Oleg Michalowitsch, Belarus, und Chadorchi Davod Abedinzadeh, Iran, und Niederlagen gegen Wolodymyr Schazkych und Mark Overgaard Madsen     |
| 2007 | 1.    | Großer Preis von Deutschland in Dortmund | Welter      | nach Siegen über Christophe Guénot, Frankreich, Oleg Michailowitsch und Wassyl Ratschyba, Ukraine                                                                                       |
| 2007 | 8.    | WM in Baku                               | Welter      | mit Siegen über Reto Bucher, Manuchar Kwirkwelia, Georgien, und Ilgar Abdulow, Aserbaidschan, und Niederlagen gegen Mark Overgaard Madsen, Dänemark, und Christophe Guénot, Frankreich  |
| 2008 | 9.    | EM in Tampere                            | Welter      | nach einem Sieg über Joachim Aardalen, Norwegen, und Niederlagen gegen Seref Tüfenk, Türkei, und Ilgar Abdulow                                                                          |
| 2008 | 1.    | Großer Preis von Deutschland in Dortmund | Welter      | vor Adam Juretzko und Oleg Michailowitsch |
| 2008 | 2.    | Pytlasinski-Turnier in Warschau          | Welter      | mit einem Sieg über Péter Bácsi, Ungarn, und einer Niederlage gegen Oleg Michailowitsch                                                                                                 |
| 2008 | 9.    | OS in Peking                             | Welter      | nach einem Sieg über Massaoud Zeghdane, Algerien, und Niederlagen gegen Manuchar Kwirkwelia und Christophe Guénot                                                                       |
| 2009 | 1.    | Intern. Turnier in Sassari               | Welter      | nach Siegen über Sircotta, Italien, Ruiz, Spanien, Christophe Guénot und Farid Mansurow, Aserbaidschan                                                                                  |
| 2009 | 3.    | Großer Preis von Deutschland in Dortmund | Welter      | hinter Adam Juretzko und Aleksandr Kazakevič, Litauen, vor Alexander Michailowitsch, Belarus, und Ionel Pușcașu, Rumänien                                                               |
| 2009 | 5.    | WM in Herning/Dänemark                   | Welter      | nach Siegen über Jung Tae-kyun, Südkorea, Joachim Aardalen, Norwegen, und Ewgeni Popow, Russland, und Niederlagen gegen Selçuk Çebi, Türkei, und Aljaksandr Kikinjou, Belarus           |
| 2010 | 15.   | WM in Moskau                             | Welter      | nach einem Sieg über Hassan Shahsavan, Australien, und einer Niederlage gegen Emil Scharafetdinow, Russland                                                                             |

## Deutsche Meisterschaften
(nur Seniorenbereich)
| Jahr | Platz | Gewichtskl. | Ergebnis                                                                                            |
| 1993 | 6.    | Leicht      | Sieger: Jannis Zamanduridis, AC Goldbach vor Guido Dickmeis, TKSV Bonn-Duisdorf                     |
| 1994 | 4.    | Welter      | hinter Claudio Passarelli, VfK Schifferstadt, Murat Cebi, KSV Aalen, und. Johen Jahn, Bonn-Duisdorf |
| 1996 | 1.    | Welter      | vor Murat Cebi und Mario Lauer, KSV Haslach i.K.                                                    |
| 1997 | 7.    | Welter      | Sieger: Erik Hahn, RSV Frankfurt (Oder) vor Murat Cebi                                              |
| 1998 | 3.    | Welter      | hinter Erik Hahn und Murat Cebi                                                                     |
| 1999 | 2.    | Welter      | hinter Erik Hahn, vor Mario Lauer                                                                   |
| 2002 | 1.    | Welter      | vor Adam Juretzko, VfK Schifferstadt, und Rene Zimmermann, 1. Luckenwalder SC                       |
| 2003 | 1.    | Welter      | vor Max Schwindt, Neuss, und Adam Juretzko                                                          |
| 2005 | 5.    | Welter      | hinter Adam Juretzko, Rene Zimmermann, Max Schwindt und Andreas Schulze, Frankfurt (Oder)           |
| 2007 | 3.    | Welter      | hinter Adam Juretzko und Ramazan Aydin, Berlin                                                      |
| 2008 | 1.    | Welter      | vor Adam Juretzko und Bogdan Eismont, Plieningen                                                    |
| 2009 | 3.    | Welter      | hinter Adam Juretzko und Ilyas Özdemir, KSV Witten                                                  |
| 2010 | 1.    | Welter      | vor Philipp Heiß, TSV Westendorf, und Fabian Jänicke, Frankfurt (Oder)                              |
| 2012 | 1.    | Welter      | vor Timo Badusch und Pascal Eisele, ASV Mainz 88                                                    |

## Erläuterungen
- alle Wettbewerbe im griechisch-römischen Stil
- OS = Olympische Spiele, WM = Weltmeisterschaft, EM = Europameisterschaft
- Weltergewicht, bis 2001 bis 76 kg, seit 2002 bis 74 kg Körpergewicht, Mittelgewicht, seit 2002 bis 84 kg Körpergewicht